# هارت شيبد بوكس
«هارت شيبد بوكس» (بالإنجليزية: Heart-Shaped Box)‏ هي أغنية لفرقة الروك الأمريكية نيرفانا. كتبها مغني وعازف غيتار الفرقة كيرت كوبين. تم إصدارها على شكل الأغنية المفردة الأولى من ألبوم الإستديو الثالث والأخير للفرقة إن يوتيرو عام 1993.

## روابط خارجية
- هارت شيبد بوكس على موقع أول موفي (الإنجليزية)